# Felten-Massinger

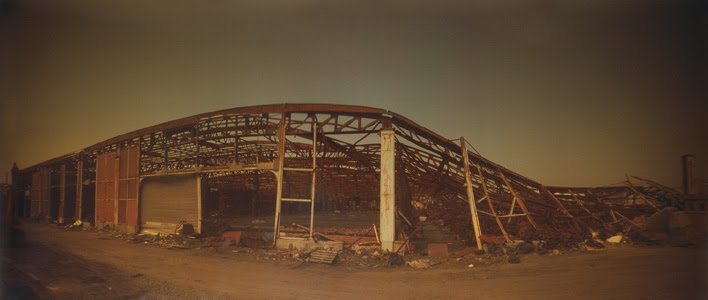
La Petite île. Felten-Massinger, 1996. Impression lumineuse directe sur papier inversible couleur : 104 X 241 cm. Collection Centre Georges Pompidou, Paris.

C'est sous le nom de Felten-Massinger que les photographes belges Christine Felten (1950) et Véronique Massinger (1947) ont réalisé pendant vingt ans une œuvre singulière. Le procédé qu'elles ont mis au point associe la pratique du sténopé à l'utilisation dans des conditions hors normes de papiers inversibles couleur. La chambre noire dont se servent Felten-Massinger est une caravane de camping, la Caravana Obscura.

## Expositions

### Expositions personnelles
- 2020-2021 : Focus Felten-Massinger, La Patinoire Royale - Galerie Valérie Bach, Bruxelles, Belgique
- 2020 : Felten-Massinger, Caravana Obscura, Espace 157, Verviers, Belgique.
- 2009 : Felten-Massinger, Namur, Belgique.
- 2007 : Felten-Massinger, Voyages immobiles[1], Musée de la Photographie, Charleroi, Belgique.
- 2005 : Paysages de villes[2]. Paris/Bruxelles, Galerie Michèle Chomette, Paris, France.
- 2004 : Felten-Massinger[3],[4], Fundaçao XXVIe Biennale d’art contemporain de São Paulo, commissaire Xavier Canonne, Sao Paulo, Brésil.
- 2002 : Felten-Massinger, Galerie Orion, Bruxelles, Belgique.
- 2000 : Felten-Massinger, FRAC de Basse-Normandie, Caen, France.
- 1998 : Caravana Obscura, Felten-Massinger, Mission photographique le canal de Roubaix, Musée des beaux-arts, Tourcoing, France.
- 1998 : Felten-Massinger, Double singulier, Galerie Michèle Chomette, Mois de la photo, Paris, France.
- 1996 : Felten-Massinger, Arts '90 + 6, Monographies d'artistes, Médiatine, Woluwe-Saint-Lambert, Bruxelles, Belgique[5]
- 1995 : Felten-Massinger, Double vie, Salon d’Art[6], Bruxelles, Belgique.
- 1992 : Felten-Massinger, Caravana Obscura, Musée de la Photographie, Charleroi, Belgique[7].

### Expositions collectives
- 2019 : Building a dialogue Two corporate collections of contemporary art, Banque nationale de Belgique, Bruxelles, Belgique.
- 2016 : Territoires rêvés. En dialogue 2, Collections du Frac Normandie Caen et du musée des Beaux-Arts de Caen, Caen, France.
- 2016 : Panorama, commissaire N. Casielles, BPS22, Charleroi, Belgique.
- 2016 : Eugène Leroy en Miroir/Histoires d'onde histoires d'eau, MUba Eugène Leroy, Tourcoing, France.
- 2015 : Paysages de Belgique[8], Une vision inédite du paysage dans l’art belge, de 1830 à nos jours, commissaire D. Laoureux, Musée d'Ixelles, Bruxelles, Belgique.
- 2014 : La photographie à cœur ouvert. 1850-2015, Galerie Michèle Chomette, Paris.
- 2014 : Près des yeux ... Près du cœur / not out of sight ... Not out of mind. 1850-2014, Paris Photo, Grand Palais, Paris, France
- 2012 : Pop Up, liens artistiques, Musée d’Ixelles, Bruxelles, Belgique.
- 2011 : Le Modèle a bougé[9], commissaires R. Pirenne & J. Van Parys, BAM, Mons, Belgique.
- 2011 : Beyond the document[10], commissaires P. Andries, X. Canonne & F.Vanhaecke, Bozar, Bruxelles, Belgique.
- 2011 : A Frac ouvert, Frac de Basse-Normandie, Caen, France.
- 2010 : Elles@Centrepompidou. Artistes femmes dans la collection du MAM, Centre Georges-Pompidou, Paris, France.
- 2007 : hArt an der grenz, CACLB dans le cadre de Luxembourg et Grande Région Capitale Européenne de la Culture 2007, Pôle Européen Culturel, Aubange, Belgique.
- 2006 : Les peintres de la vie moderne : Donation-Collection photographique de la Caisse des Dépôts, commissaires Quentin Bajac et Francis Lacloche, Centre Georges-Pompidou, Paris, France.*
- 2005 : Sélection de la XXVIe Biennale de São Paulo, commissaire A. Hug, MAC, Santiago de Chile, Chili.
- 2004 : Autour de Guardi et Manet, un état du paysage, Hôtel de ville, Steenvoorde, France.
- 2001 : Osaka Triennale 2001, Osaka Foundation of Culture and Japan Centre for Local Autonomy, Osaka, Japon.
- 2001 : Felten-Massinger, Journées photographiques de Bienne/Bieler Fototage, dans le cadre de Cosa mentale paysage(s)[11], commissaire E. Hermange, Bienne, Suisse.
- 1999 : Le corps évanoui, les images subites, tombeaux, photographies, apparitions, commissaires V. Mauron & C. de Ribaupierre, Musée de l'Élysée, Lausanne, Suisse.
- 1998 : Le Donné, Le Fictif - La Collection d'œuvres photographiques de la Caisse des Dépôts et Consignations, commissaires R. Durand, Centre National de la Photographie, Paris, France.
- 1998 : La Traversée du Paysage, commissaire P. Pronnier, Le Fresnoy, Studio National des Arts Contemporains, Tourcoing, France.
- 1997 : Felten-Massinger & Christian Galzin, impressions lumineuses directes, Galerie Michèle Chomette/Art 28’97, Art Basel, Bâle, Suisse.

### Monographies et catalogues monographiques. Sélection
- Barbara Noirhomme, Caravana Obscura - Felten-Massinger. Perception sensible du territoire à travers le regard des photographes, Mémoire de fin de cycle-DEA en art actuel, ULB, Bruxelles, 2004-2005.
- Xavier Canonne, Michèle Chomette, Albert Jacquard et Dominique Stoobant, Caravana Obscura. Felten-Massinger (à l'occasion de la XXVIe Biennale de Sao Paulo), Ed. C.G.R.I. de la Communauté française Wallonie-Bruxelles, 2004  (ISBN 2-930308-06-0).
- Eddy Devolder, Felten-Massinger, coll. Profil d'une collection, Ed. Frac Basse-Normandie, Caen, France, 2002.  (ISBN 978-2911487378)
- Xavier Canonne, Felten et Massinger. (catalogue d'exposition), Orion Art Gallery, Bruxelles, 2002.
- Alain Fleischer et Bernard Marcelis, Felten-Masinger. Canal Caravana Obscura, (catalogue de l’exposition), Le Fresnoy, Studio National des Arts Contemporains, Tourcoing, France, 1998  (ISBN 978-2950703927)
- Michèle Chomette et Georges Vercheval, Felten-Massinger, Arts '90 + 6, Monographies d'artistes, Médiatine, Woluwe-Saint-Lambert, Belgique, 1996.
- Patrick Roegiers, Felten-Massinger. Double vue, Le Salon d'Art, Bruxelles, 1995.

### Ouvrages et catalogues collectifs. Sélection
- Denis Laoureux et Claire Leblanc (sous la direction de), Paysages de Belgique. Un voyage artistique. 1830-2015, Ed. Racine, Bruxelles, 2015.
- Christine Ollier et Jean-Christophe Bailly, Paysage cosa mentale ou le renouvellement de la notion de paysage à travers la photographie contemporaine, Ed. Loco', Paris, 2007.
- Quentin Bajac et Francis Lacloche (sous la direction de), Les peintres de la vie moderne. Donation-Collection photographique de la Caisse des Dépôts, Ed. du Centre Pompidou, Paris, 2006.  (ISBN 978-2-84426-316-2)
- Contrabandistas de imagenes, Seleccion de la 26a Bienal de Sao Paulo, (catalogue de l'exposition), Museo de Arte Contemporaneo, Santiago de Chili, 2005.
- Erik Eelbode, Felten-Massinger, in Belgische Fotografen 1840-2005, FotoMuseum Provincie Antwerpen, 2005, p. 112-113.  (ISBN 90-5544-556-8)
- Danièle Bloch, Autour de Guardi et Manet, le paysage, in Les beffrois de la culture. Autour de Rembrandt, Rodin, Picasso..., Association des Conservateurs des Musées du Nord-Pas-de-Calais et Somogy Éditions d'Art, Roubaix et Paris, 2003.  (ISBN 2-907515-39-X)
- Osaka Triennale. 10th International Contemporary Art Competition 2001, (catalogue de l'exposition), Osaka Prefectural Government, Osake Foundation of Culture, 2001, p. 112, 148.
- Véronique Mauron et Claire de Ribaupierre (sous la direction de), Le corps évanoui. Les images subites, Ed. Hazan, Paris, 1999.  (ISBN 2-85025-714-1) (BNF 37088274)

## Collections
- BNB[12] Banque nationale de Belgique
- Centre Pompidou, Musée national d'art moderne, Paris
- Collection IDEA (Intercommunale de Développement économique et d'aménagement du territoire), Mons, Belgique
- MFAH, Fine Arts Museum of Houston, Texas, USA (Collection Manfred Heiting)
- Fondation Cartier pour l'art contemporain, Paris
- FRAC-BN,[13] Fonds régional d'art contemporain de Basse Normandie, Caen, France
- Goldman Sachs, Londres
- ING, Belgique
- MUba Eugène Leroy, Tourcoing, France
- Musée de la Photographie - Centre d'art contemporain de la Fédération Wallonie-Bruxelles, Charleroi, Belgique
- MAMAC, Musée d'Art moderne et d'Art contemporain de la ville de Liège, Belgique
- Musée d'Ixelles[14], Bruxelles
- Province de Hainaut, Belgique
- Ville de Dudelange, Grand Duché de Luxembourg